# Ascorhynchus turritus
Ascorhynchus turritus är en havsspindelart som beskrevs av Stock, J.H. 1978. Ascorhynchus turritus ingår i släktet Ascorhynchus och familjen Ammotheidae. Inga underarter finns listade i Catalogue of Life.